# 消えた男の日記
声楽曲集《消えた男の日記（チェコ語: Zápisník zmizelého）》は、レオシュ・ヤナーチェクが1917年から1919年にかけて、テノール独唱、ソプラノ独唱、女声合唱とピアノ伴奏のために作曲した連作歌曲集。
1916年にオゼフ・カルダ（Ozef Kalda, 1871年 - 1921年）がモラヴィア北部のヴァラシュスコ方言によって、匿名でブルノの新聞に発表した詩に基づいており、愛するジプシーの娘と村から駆け落ちしてしまう若い農夫が描かれている（作者については1997年にカルダの手記が発見されて判明した）。この詩によって、すでに既婚者であった壮年のヤナーチェク自身の、38歳年下のカミラ・ストスロヴァーとの出逢いがそれとなくほのめかされている。
ヤナーチェクは、作曲に当たって原作では間奏含めて23節から成る詩を一部手直しし、第10節と第11節を一つにまとめた。
初演は1921年4月18日にブルノで行われた。
以下の22曲から成り、全曲を通して演奏するのに30分ほどを要する。
1. 私の会ったジプシー娘 Potkal sem mladou cigánku — テノール独唱
2. あの浅黒きジプシー娘 Ta černá cigánka kolem sa posmětá — テノール独唱
3. 岸辺 Svatojanské mušky tančija po hrázi — テノール独唱
4. つばめの巣では Už mladé vlaštúvky — テノール独唱
5. 眠られぬ夜の Těžko sa mi oře — テノール独唱
6. おい!うすのろの まぬけども! Hajsi, vy siví volci — テノール独唱
7. 楔の木くぎが 落ちたので Ztratil sem kolícek — テノール独唱
8. おい、まぬけども Nehleďte, volečci — テノール独唱
9. いらっしゃい ヤニーチュク Vítaj, Janíčku — ソプラノとテノール、合唱
10. 天にまします 不滅の神よ Bože dálný, nesmrtelný — ソプラノ独唱と合唱
11. ソバの花からさわやかな Tahne vůňa k lesu z rozkvetlé pohanky. — テノールとソプラノの二重唱
12. ハンノキ林の暗闇と Tmavá olšinka — テノール
13. （無題。ピアノ独奏曲）
14. 陽はまた昇り Slnéčko sa zdvihá — テノール独唱
15. おい、うすのろまぬけども Moji siví volci — テノール独唱
16. 俺は何をば、やらかしたのだ? Co sem to udělal? — テノール独唱
17. 定められたる運命は Co komu súzeno — テノール独唱
18. 夜の来るのが Nedbám já včil o nic — テノール独唱
19. かささぎが飛び Letí straka letí — テノール独唱
20. 私に一人のいい娘だけども Mám já panenku — テノール独唱
21. 私のいとしいおとうさん Můj drahý tatíčku — テノール独唱
22. ふるさとよさようなら S Bohem, rodný kraju — テノール独唱

《消えた男の日記》で特徴的なのは、表現手段のある種の乏しさである。女声合唱は3声にまで切り詰められ、例えばストラヴィンスキーの《兵士の物語》のような、ヤナーチェクにとって同時代の他の音楽作品に比肩しうるものとなっている。